# Slaget vid Sedan (1940)
Slaget vid Sedan, även känt som Andra slaget vid Sedan, ägde rum mellan 12 och 15 maj 1940 under andra världskriget. Slaget var en del av det tyska Wehrmachts operation med kodnamnet Fall Gelb för en offensiv genom de kuperade Ardennerna för att omringa de allierade arméerna i Belgien och nordöstra Frankrike. Den tyska armégrupp A korsade floden Maas i avsikt att erövra staden Sedan och tränga sig norrut mot kanalkusten för att fånga de allierade trupperna som avancerade österut till Belgien, som en del av de allierades Dyle Plan.
Sedan låg på den östra stranden av floden Maas. Dess erövring skulle ge tyskarna en bas för att erövra broarna över Maas och korsa floden. Om detta inträffade skulle de tyska divisionerna sedan kunna avancera över den öppna franska landsbygden bortom Sedan och mot Engelska kanalen. Den 12 maj erövrades Sedan utan strid. Under de följande dagarna skulle tyskarna besegra det franska försvaret kring Sedan på den västra stranden av Maas. Detta uppnåddes till stor del av Luftwaffe. Som ett resultat av den tyska bombningen och den låga moralen bröts de franska försvararna psykologiskt och kunde inte organisera ett sammanhängande försvar. Tyskarna erövrade broarna över Maas vid Sedan, vilket gav dem möjlighet att kalla på förstärkningar och stridsfordon. Den 14 maj försökte de allierades flygvapen, Royal Air Force (RAF) och Armée de l'Air (franska flygvapnet), att förstöra broarna och förhindra tyska förstärkningar från att nå Västbanken. Luftwaffe hindrade dem från att göra det. I stora luftstrider led de allierade mycket stora förluster som drabbade de allierades bombplanstyrka.
Korsningen över Maas gjorde det möjligt för tyskarna att bryta sig in i de allierades fronts strategiska djup (eller öppna rygg) och avancera till Engelska kanalen utan större motstånd. Fransmännen försökte göra motattacker mot de tyska brohuvuden, den 15-17 maj, men offensiverna blev drabbade av förseningar och förvirring. Fem dagar efter att den tyska armén befäste sina brohuvuden i Sedan, den 20 maj, nådde man Engelska kanalen. Med segern vid Sedan lyckades tyskarna uppnå det operativa målet för Fall Gelb och omringade de starkaste allierade arméerna, däribland den brittiska expeditionskåren. De resulterande striderna förintade de resterande delarna av den franska armén som en effektiv stridskraft, och utvisade den brittiska armén från kontinenten, vilket ledde till Frankrikes nederlag i juni 1940. Slaget vid Sedan bidrog till Frankrikes fall.